# Луговая (Чувашия)
Лугова́я (чув. Луговая) — деревня в Шумерлинском районе Чувашской Республики, входит в Юманайское сельское поселение.

## География
Деревня расположена на правобережье реки Ураваш, на расстоянии в 87 км от Чебоксар, в 30 км от районного центра — города Шумерля — и ближайшей железнодорожной станции — Шумерля.

## История
Жители — до 1835 года государственные крестьяне, до 1863 года удельные крестьяне; занимались земледелием, животноводством, торговлей. В начале XX века действовали базар, кабак. В 1931 году создан колхоз «Победа».
В 1964 году Указом Президиума Верховного Совета РСФСР деревня Кабацкая переименована в Луговую.
По состоянию на 1 мая 1981 года деревня Луговая Юманайского сельского совета — в составе колхоза им. Чапаева:108.

### Административно-территориальное подчинение
Деревня входила в состав: в 1835–1863 гг. — Атаевского удельного приказа, до 7 сентября 1920 года — Атаевской волости Курмышского уезда, до 14 сентября 1926 год — Атаевской волости Ядринского уезда, до 1 октября 1927 года — Ходаровской волости Ядринского уезда:162. С 1 октября 1927 года в составе Вурнарского района, с 1 марта 1935 года — Шумерлинского района, с 17 марта 1939 года — Калининского района, с 26 ноября 1956 года вновь в составе Шумерлинского района:162. С 3 ноября 1965 года до 30 декабря 1966 года в подчинении Шумерлинскому горсовету, затем снова в составе района:183.

Сельские Советы: с 1 октября 1927 года — Тувалькинский, с 1 октября 1928 года до 3 ноября 1965 года и с 30 декабря 1966 года — Юманайский:162, 183.

### Исторические и прежние названия
Исторические названия: Ялдры́, Базарная, Кабацкое. Кабацкая (Кабацкое) (чув. Хупахушкӑнь Ялтӑра), чув. Хупах Ушкӑнь (1927):162.

### Религия
Согласно архивным сведениям (по состоянию на 1900 год) жители деревни Базарная были прихожанами Покровской церкви села Ходары (Построена в 1748 году, деревянная; в 1806 году на средства прихожан отстроена новая каменная церковь: главный престол в честь Покрова Пресвятой Богородицы, придел — в честь Святых Апостолов Петра и Павла. При деревне Базарной — деревянная часовня). Церковь была закрыта в 1941 году, приход восстановлен в 1989 году.

## Население
| Год     | 1798 | 1867 | 1900 | 1927 | 1979 | 2002 |
| ------- | ---- | ---- | ---- | ---- | ---- | ---- |
| Жителей | 92   | ↗295 | ↗299 | ↘295 | ↘229 | ↘171 |

| 2010 | 2012 |
| ---- | ---- |
| 158  | ↗184 |

По данным Всероссийской переписи населения 2002 года в деревне проживал 171 человек, чуваши.

## Инфраструктура
Функционирует СХПК им. Чапаева (по состоянию на 2010 г.).

Улица: Николаева. Переулок: Восточный.